# Bloque Central

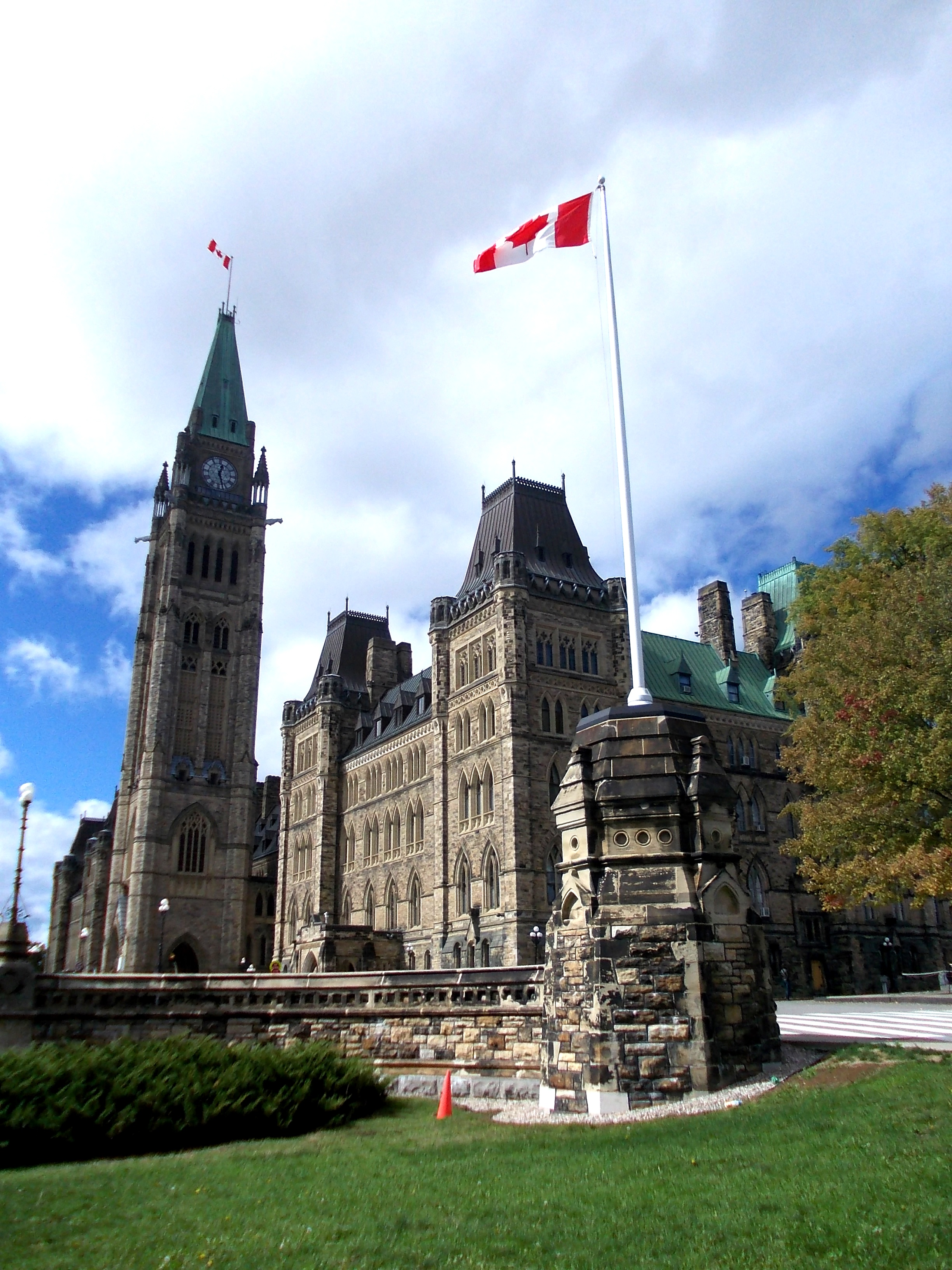
Bloque Central, visto desde la esquina sureste

El Bloque Central, ubicado en Parliament Hill en Ottawa, Ontario, es el edificio central del complejo del Parlamento de Canadá. En su interior se encuentran la Cámara de los Comunes y el Senado, así como las oficinas de parlamentarios, senadores y altos funcionarios de ambas cámaras legislativas. Además, el edificio alberga varios espacios ceremoniales, como el salón de Honor, la cámara Conmemorativa y el salón de la Confederación.
El Bloque Central, construido en estilo neogótico, representa la segunda versión del edificio. El primero fue devastado por un incendio en 1916, y lo único que se conserva del edificio original es la biblioteca del Parlamento, que se encuentra en la parte trasera del Bloque Central. A pesar de que la reconstrucción comenzó inmediatamente después del incendio, el trabajo de escultura en el interior se prolongó hasta la década de 1970. Este icónico edificio canadiense se encuentra representado en el billete canadiense de 10 dólares, que muestra la biblioteca del Parlamento, en el billete de 20 dólares, que presenta la torre de la Paz, y en el billete de 50 dólares. El 12 de diciembre de 2018, el Bloque Central se cerró para llevar a cabo renovaciones que podrían extenderse durante diez años o más.

## Características
Diseñado por Thomas Fuller y Chilion Jones, el Bloque Central es una edificación simétrica de seis plantas, con 144 metros de longitud y 75 metros de fondo, construida en el estilo neogótico moderno. Este edificio exhibe una abundancia de tallas en piedra, incluyendo gárgolas, grotescos y frisos, en armonía con el estilo gótico alto victoriano del resto del complejo parlamentario. Las paredes están revestidas con más de 50,000 bloques de más de 24 tipos diferentes de piedra, siendo la piedra arenisca de Nepe con acabado rústico la más predominante, con molduras de piedra tallada alrededor de las 550 ventanas y otros detalles arquitectónicos. El techo está construido con hormigón armado y está recubierto de cobre, y está adornado con buhardillas. Las paredes interiores están revestidas con piedra Tyndall, una piedra caliza dolomítica extraída en el sureste de Manitoba, seleccionada por el arquitecto debido a su rica paleta de colores vibrantes y a su distintivo patrón formado por manchas de color marrón más oscuro que representan antiguas madrigueras de barro marino fosilizadas. Estas superficies se realzan con detalles escultóricos tallados en piedra caliza de Indiana.
El Bloque Central alberga diversas oficinas e instalaciones de importancia, incluyendo la oficina del primer ministro, la del líder de la oposición Leal de Su Majestad, así como las oficinas de otros líderes de partidos políticos, senadores, ministros y personal de la Cámara de los Comunes. Además, se encuentran numerosas salas destinadas a comisiones parlamentarias y la Galería de Prensa Parlamentaria. 

### Salón de la Confederación
El Bloque Central se distribuye de manera simétrica alrededor del Salón de la Confederación, que se encuentra inmediatamente dentro de la entrada principal. Este salón es una cámara octogonal, cuyo perímetro está dividido en ocho segmentos por columnas de piedra caliza agrupadas, de dos tamaños diferentes, y subdivididas por pilares de sienita de color verde oscuro. Detrás de estas columnas, se encuentra una girola abovedada que sostiene la galería superior. Los arcos porticados están coronados con frontones esculpidos que conmemoran la naturaleza confederada de Canadá y sostienen un lado del techo abovedado en forma de abanico de la sala, con protuberancias talladas. El otro lado del techo descansa sobre una sola columna en el centro de la sala. Esta columna está apoyada en una piedra tallada que representa una imagen de Neptuno entre lobos marinos y peces en un mar mítico. Fue colocada al mediodía del 2 de julio de 1917, para conmemorar el 50 aniversario de la Confederación. Encima de ella se grabaron las palabras conmemorativas:

1867 JULY 1917 ON THE FIFTIETH ANNIVERSARY OF THE CONFEDERATION OF BRITISH COLONIES IN NORTH AMERICA AS THE DOMINION OF CANADA THE PARLIAMENT AND PEOPLE DEDICATE THIS BUILDING IN PROCESS OF RECONSTRUCTION AFTER DAMAGE BY FIRE AS A MEMORIAL OF THE DEEDS OF THEIR FOREFATHERS AND OF THE VALOUR OF THOSE CANADIANS WHO IN THE GREAT WAR FOUGHT FOR THE LIBERTIES OF CANADA, OF THE EMPIRE AND OF HUMANITY.
1867 JULIO 1917 EN EL QUINCUAGÉSIMO ANIVERSARIO DE LA CONFEDERACIÓN DE COLONIAS BRITÁNICAS EN AMÉRICA DEL NORTE COMO DOMINIO DE CANADÁ, EL PARLAMENTO Y EL PUEBLO DEDICAN ESTE EDIFICIO EN PROCESO DE RECONSTRUCCIÓN DESPUÉS DE LOS DAÑOS POR INCENDIO COMO MEMORIA DE LOS HECHOS DE SUS ANTEPASADOS Y DEL VALOR DE AQUELLOS CANADIENSES QUE EN LA GRAN GUERRA LUCHARON POR LAS LIBERTADES DE CANADÁ, DEL IMPERIO Y DE LA HUMANIDAD.

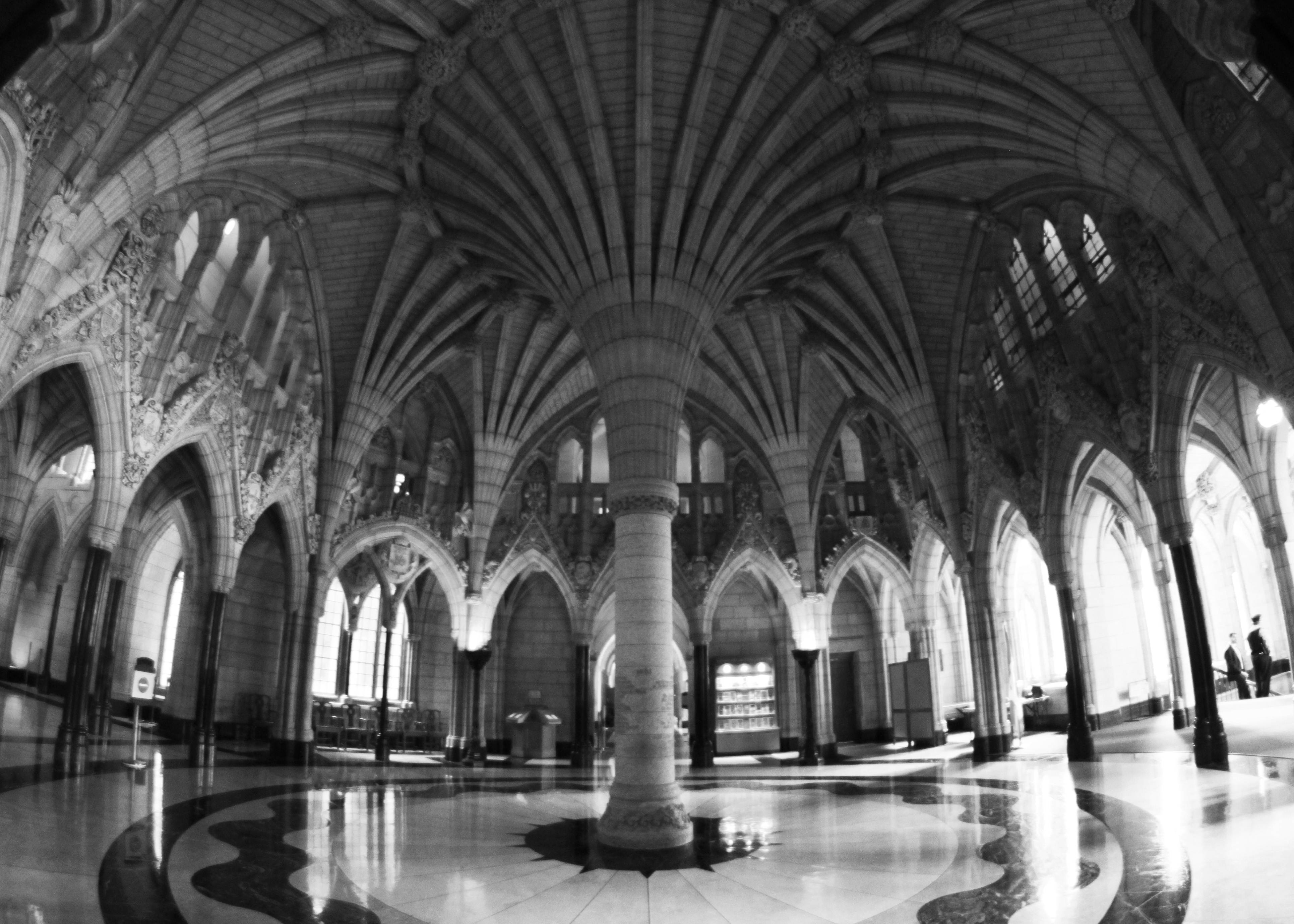
Salón de la Confederación

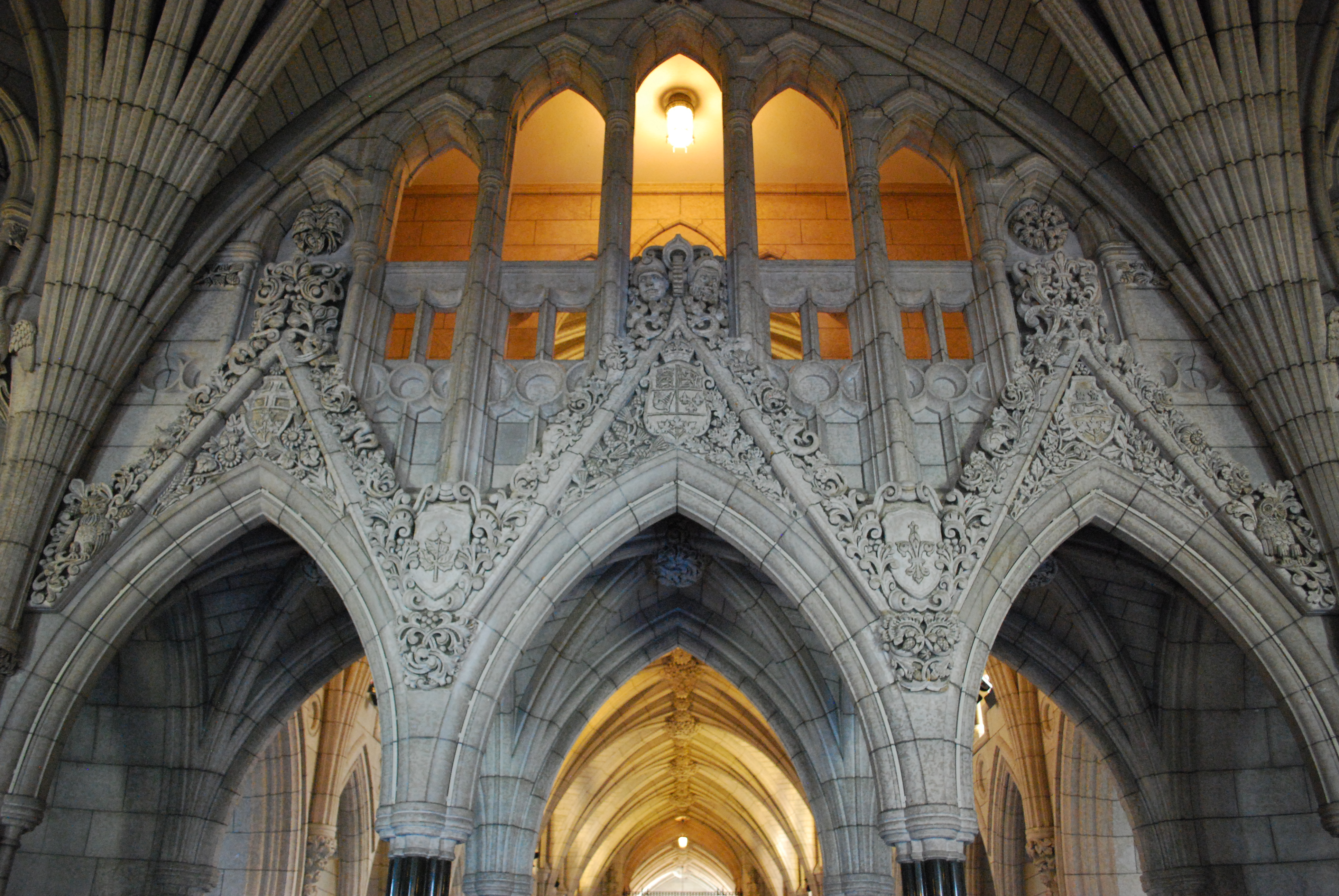
Arcos porticados en la bahía oeste del Confederation Hall, los tímpanos muestran el escudo de, de izquierda a derecha, Ontario, Canadá y Quebec.

El área alrededor de la columna central presenta un suelo de mármol incrustado con un diseño que incluye una rosa de los vientos de 16 puntas hecha de serpentina Verde Antique de Roxbury, Vermont, y un patrón de remolino de serpentina verde de la isla griega de Tinos, incrustado en mármol Missisquoi Boulder Grey de Philipsburg, Quebec. Este diseño global representa el elemento esencial del agua, en referencia al lema de Canadá: "A Mari Usque Ad Mare" (De mar a mar). Tanto el círculo interior como el exterior del suelo están compuestos de mármol Missisquoi Black de Philipsburg, Quebec, así como de travertino blanco de Italia, con inserciones de serpentina Verde Antique. Estos materiales están separados por una banda de mármol Missisquoi Boulder Grey.

### Salón de honor

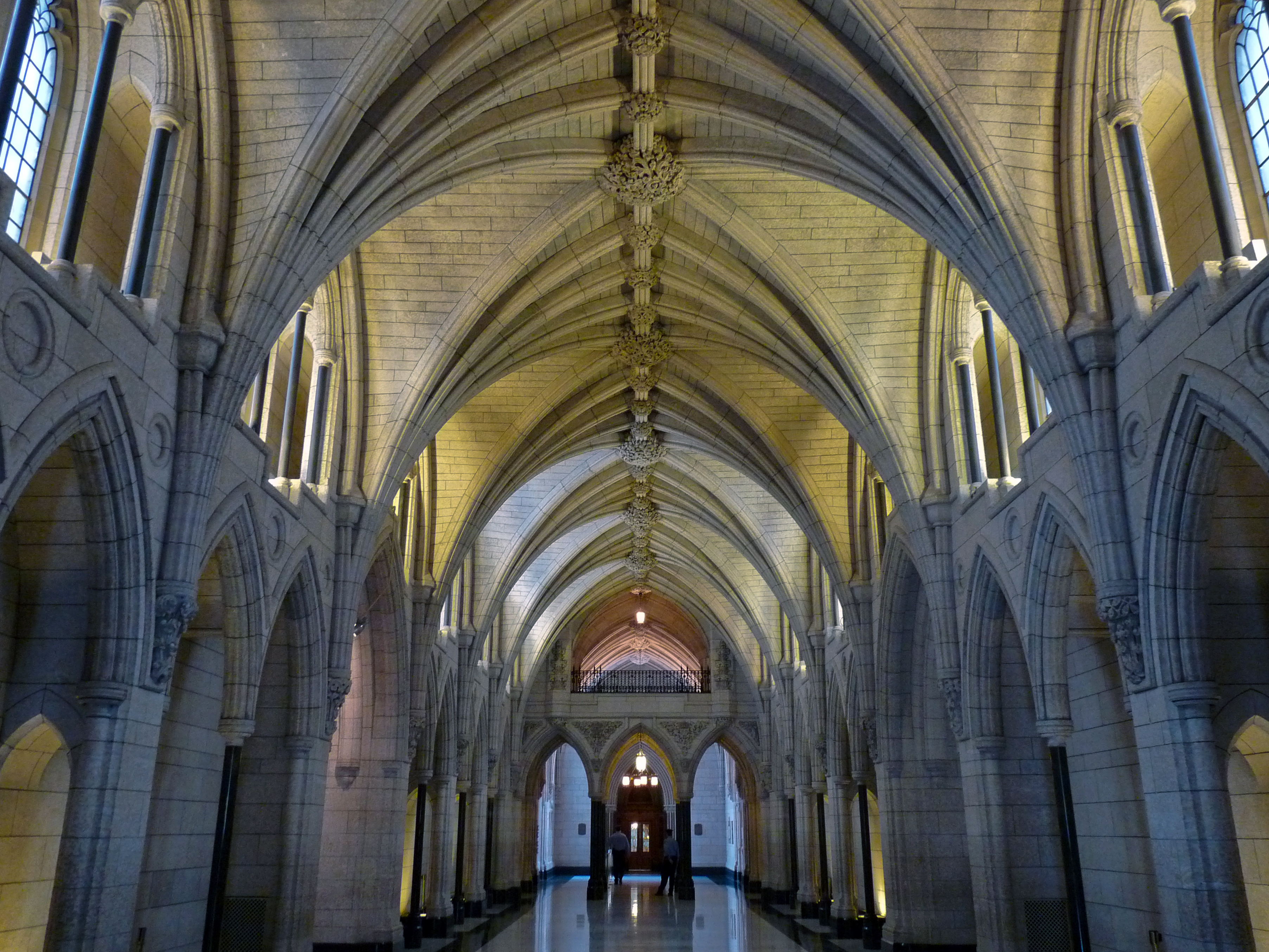
Salón de Honor, que se extiende entre la Biblioteca del Parlamento y el Salón de la Confederación

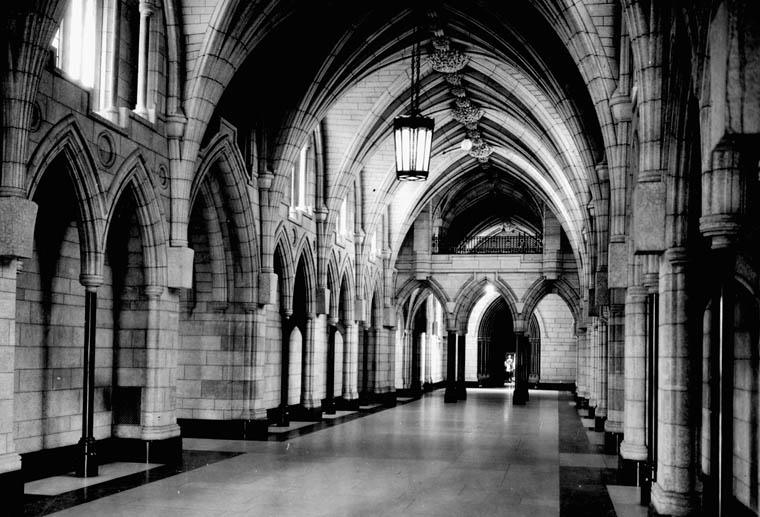
Salón de Honor ante la talla de sus canecillos entre 1947 y 1949

### Cámara del senado
En el ala este del Bloque Central se ubica la cámara del Senado, que alberga los tronos del monarca canadiense y su consorte, o en su lugar, del virrey federal y su consorte. Es desde esta cámara que el soberano o el gobernador general pronuncian el discurso desde el trono y otorgan su aprobación real a los proyectos de ley aprobados por el Parlamento. Los senadores que pertenecen al partido gobernante ocupan asientos a la derecha del presidente del Senado, mientras que los senadores de la oposición se sientan a la izquierda del presidente.

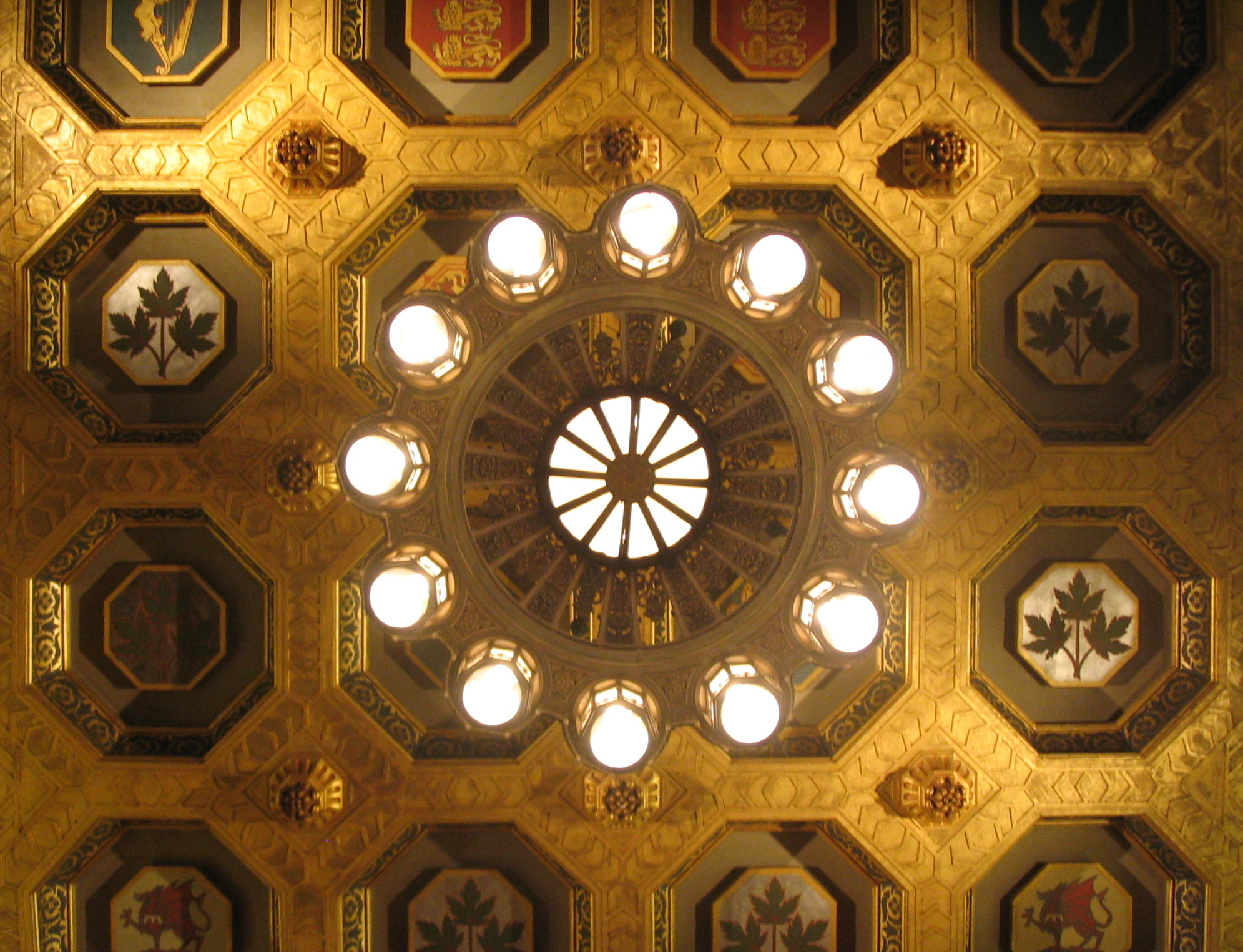
Pan de oro y arcas pintadas del techo de la cámara del Senado.

### Vestíbulo del senado
Justo al sur del Senado se encuentra el vestíbulo de esa sala, un espacio de doble altura rodeado por una columnata de doble capa. El anillo interior de columnas está adosado al techo y el anillo exterior de columnas, hechas de piedra caliza de color rosa, sostiene una galería en el segundo piso. En la mampostería de este espacio se encuentran representaciones esculpidas de figuras importantes de la historia de Canadá anterior a la Confederación, así como autorretratos de los escultores que contribuyeron a la creación de estas obras.
Algunos de estos elementos son conocidos como "Arcos de los Soberanos" y presentan ménsulas esculpidas en forma de representaciones de los monarcas de Canadá. La última incorporación a esta serie es la de la reina Isabel II, que se añadió el 9 de diciembre de 2010. Todo el techo del vestíbulo está decorado con tracería de piedra de estilo Tudor y está adornado con vidrieras que representan emblemas reales, como los escudos de armas provinciales, así como símbolos de las Primeras Naciones y los nombres de todos los portavoces del Senado hasta la fecha de la instalación del techo en 1920.
Sobre la entrada exterior al vestíbulo, hay una vidriera que conmemora el Jubileo de Diamante de Isabel II. Este impresionante diseño fue creado por Christopher Goodman y Angela Zissoff de Kelowna, Columbia Británica, con valiosas contribuciones del Portavoz del Senado, Noël A. Kinsella, y el Secretario canadiense de la Reina y Ujier de la Vara Negra, Kevin MacLeod. La Reina aprobó la ventana, que muestra a Isabel y la reina Victoria junto a sus respectivas figuras reales, así como representaciones del Bloque Central durante el reinado de cada monarca.Este arte de la vidriera, un regalo del Senado en honor al monarca, se construyó en un lapso de seis semanas a partir de 500 piezas de vidrio soplado a mano y fabricado a máquina procedentes de Francia, el Reino Unido, Alemania y Estados Unidos. La Reina presentó un modelo en Rideau Hall el 30 de junio de 2011, y después de la instalación de la pieza terminada, el gobernador general David Johnston dedicó la ventana el 7 de febrero de 2012. Esta vidriera es un hermoso tributo al largo reinado de la Reina Isabel II.
Las paredes del vestíbulo están adornadas con retratos de los monarcas pasados y presentes de Canadá. Los retratos de la reina Isabel II y la reina Victoria son originales. El retrato de la reina Victoria, pintado por John Partridge, ha sido rescatado en cuatro ocasiones diferentes de incendios. Además de estos retratos originales, se han añadido retratos de otros monarcas después de la construcción del nuevo Bloque Central. Estos retratos históricos brindan un vistazo a la historia y la evolución de la monarquía en Canadá a lo largo del tiempo.

### Cámara de los comunes

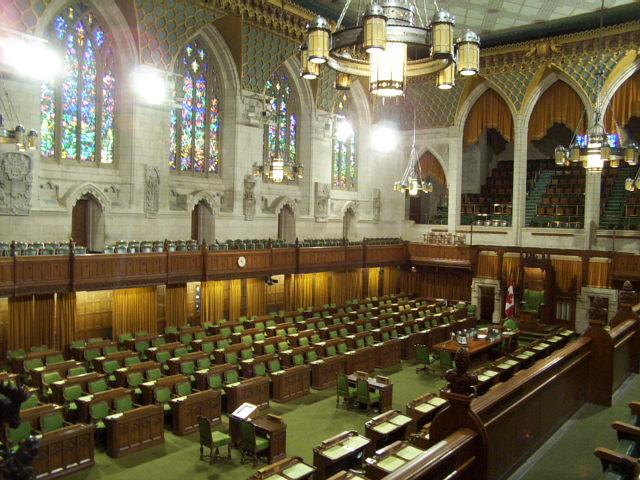
Cámara de los comunes

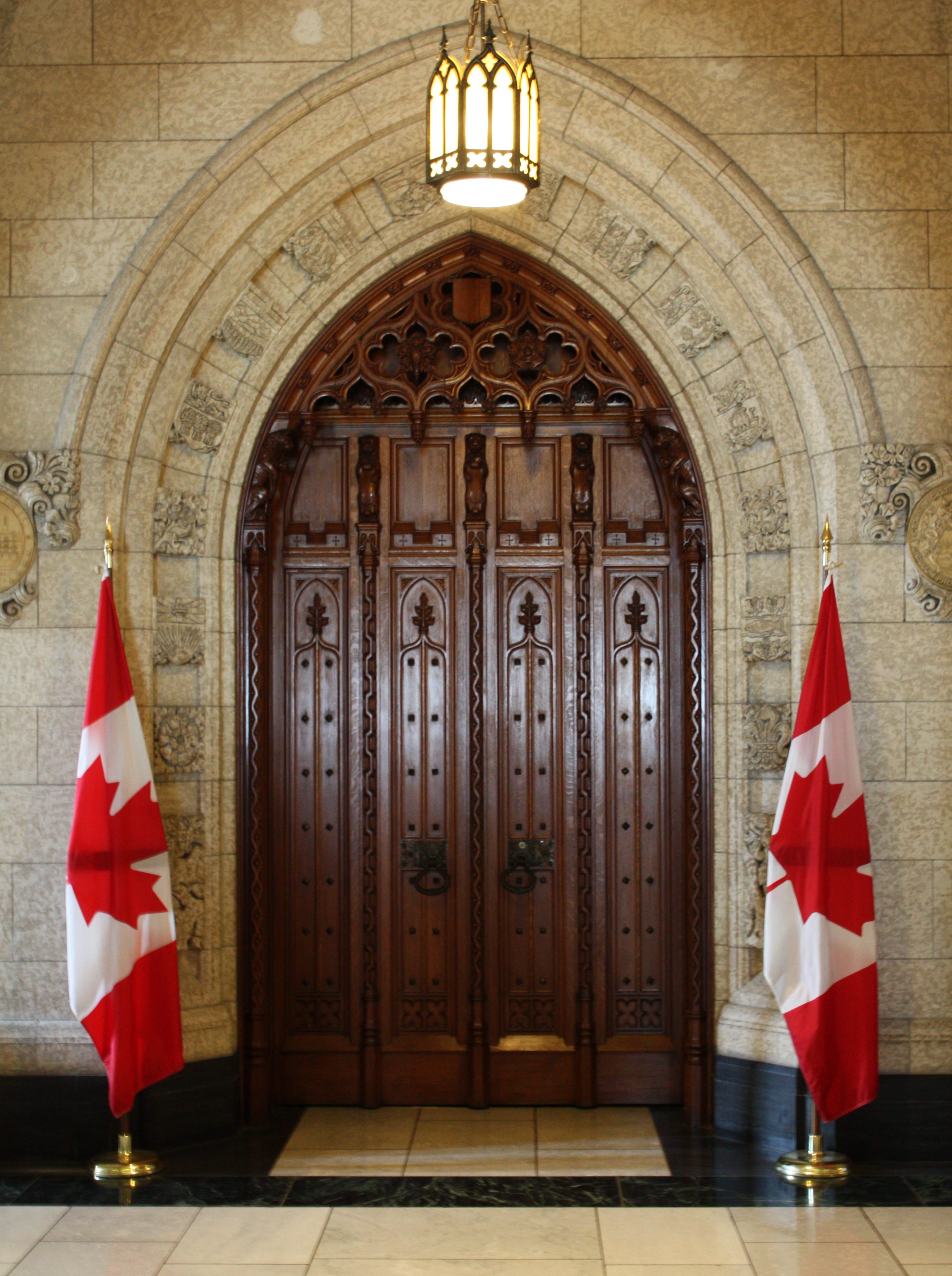
Puerta principal de la Cámara de los Comunes, vista desde el vestíbulo de los Comunes

La cámara de la Cámara de los Comunes tiene dimensiones impresionantes, con una longitud de 21 metros y un ancho de 16 metros. En su interior, se encuentran asientos para 320 miembros del parlamento, mientras que la galería superior que recorre el segundo nivel de la sala tiene capacidad para albergar a 580 personas. El esquema de color predominante en la cámara es el verde, que se manifiesta en las alfombras, la tapicería de los bancos, las cortinas, la pintura en forma de panal en el yeso de la cala y la lona de lino estirada sobre el techo. Este tono verde refleja el color que se ha utilizado en la Casa de Comunes del Reino Unido desde al menos 1663. El lienzo ubicado a 14,7 metros sobre el piso común y diseñado en 1920 por la firma de decoración Mack, Jenney and Tyler de Nueva York, presenta los símbolos heráldicos de los escudos de armas canadienses, provinciales y territoriales, con medallones en las intersecciones de las bandas diagonales estampadas en un patrón de rombos. Justo debajo de esto, y sobre la cala, hay una cornisa continua de pan de oro creada en 1919 por Ferdinand Anthony Leonard Cerracchio (1888-1964), que exhibe una hilera de figuras doradas. En la cima de cada arco apuntado, los querubines sostienen un cartucho, y detrás de todo esto se extiende una pintura de una parra con rosas Tudor. Estos elementos decorativos añaden un toque de esplendor y tradición a la cámara de la Cámara de los Comunes.

### Vestíbulo de los comunes
Directamente al sur de la Cámara de los Comunes se encuentra el vestíbulo de esa sala, una sala porticada rectangular de dos pisos rodeada por pilares de piedra caliza agrupados y arcos moldeados que sostienen un claustro superior revestido con postes de mármol negro. El acceso al vestíbulo se realiza desde el Salón de la Confederación a través del Corredor Sur, que está adornado con retratos de ex primeros ministros, y también se puede ingresar a través de un vestíbulo de entrada que se abre al frente del Bloque Central. Este último está separado del vestíbulo por una barandilla de mármol Rose Tavernelle. El piso del vestíbulo común está compuesto de mármol Missisquoi Boulder Grey con bordes de serpentina Verde Antique, lo que contribuye a la elegancia y la armonía arquitectónica del espacio.

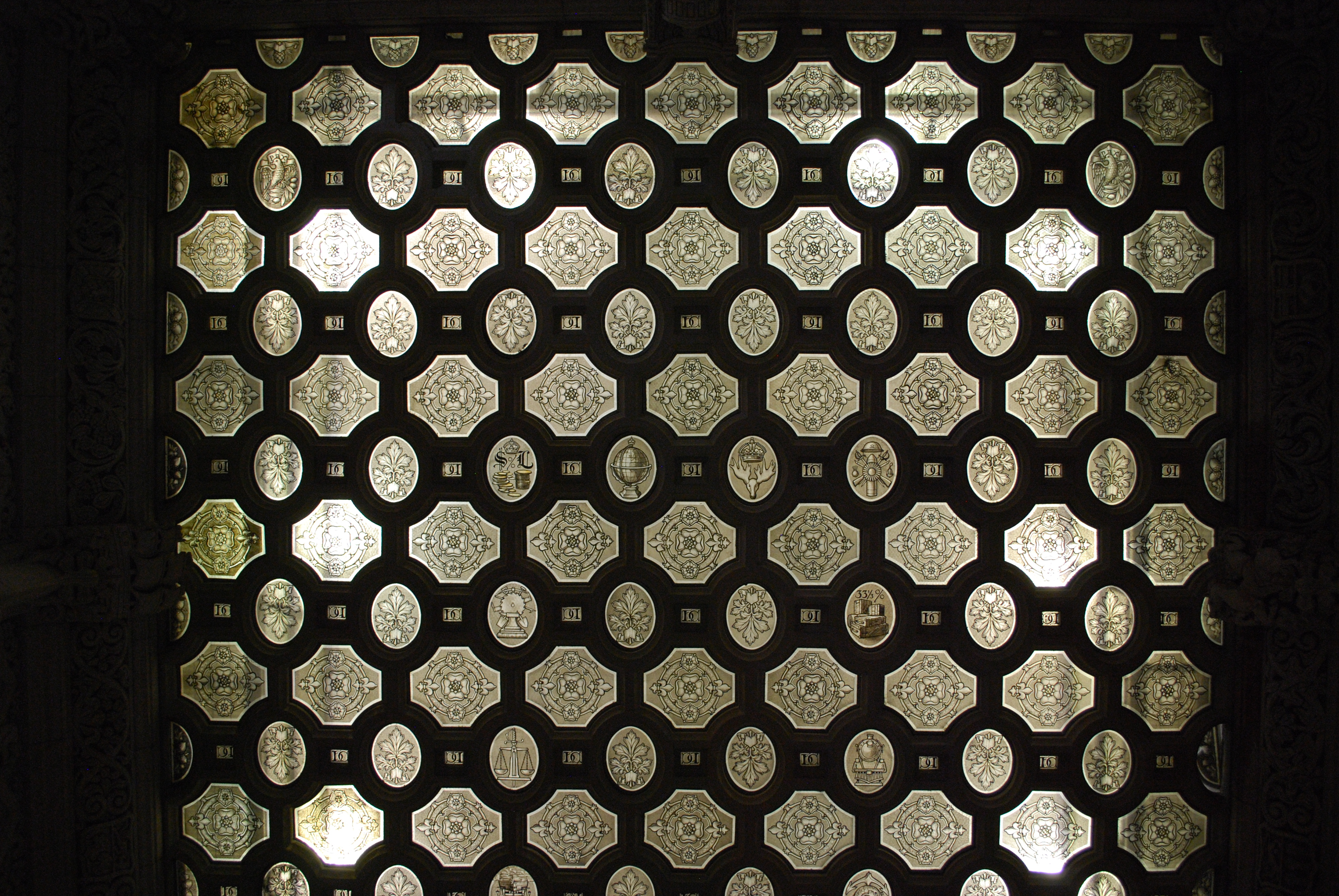
El techo del vestíbulo de la Cámara de los Comunes

### Sala de la Comisión ferroviaria y sala de Lectura

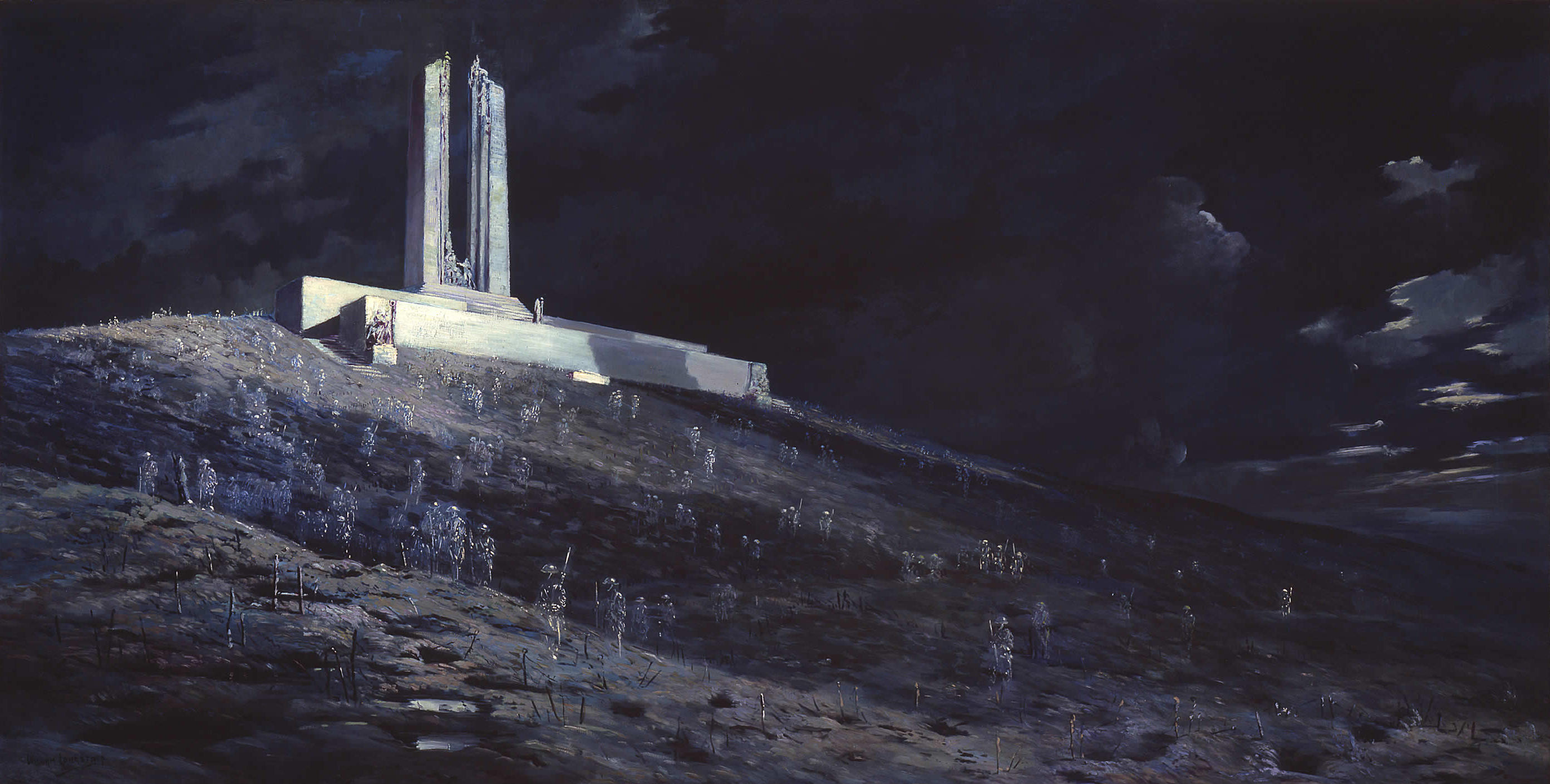
Los fantasmas de Vimy Ridge de Will Longstaff

La Sala del Comité Ferroviario se ubica al este y se accede a través del Salón de Honor. Este espacio, diseñado en el estilo Beaux-Arts, presenta una doble altura con un techo artesonado de gran peso y un basamento de piedra de sillería en el piso inferior. Las paredes están decoradas con pilastras y pintadas en un color crema, intercalando paneles de tela de color verde musgo, a excepción de las áreas donde se encuentran las ventanas en la pared este. En esta sala cuelga una reproducción del cuadro "Los Padres de la Confederación" de Robert Harris, así como una interpretación de las armas reales canadienses. También se exhibe el cuadro de Will Longstaff titulado "Los Fantasmas de Vimy Ridge," que conmemora la batalla de Vimy Ridge. Estos elementos artísticos y decorativos añaden profundidad histórica y estética a la Sala del Comité Ferroviario.
Directamente al otro lado del Salón de Honor se encuentra la Sala de Lectura, un espacio en el que se reúne el grupo del partido gobernante. Esta sala desempeña un papel importante en las actividades del Parlamento y sirve como un lugar de reunión y discusión para los miembros del partido en el poder. 

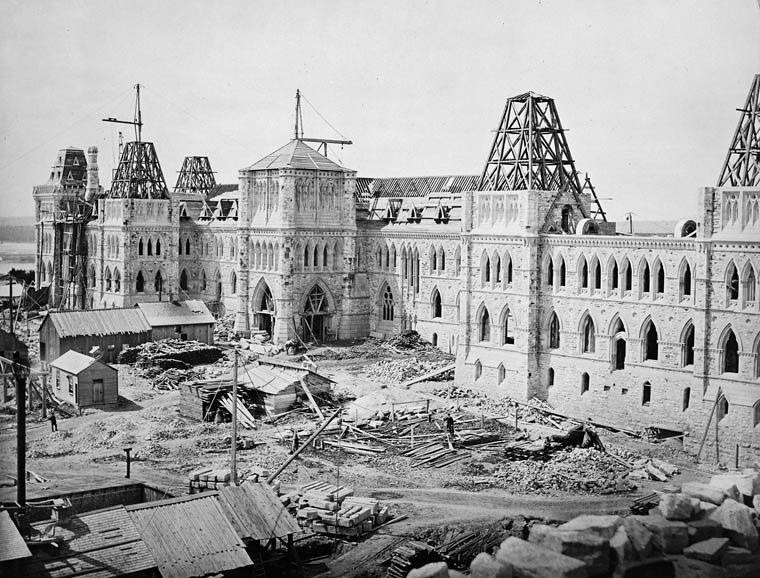
Bloque Central en construcción en 1863

El 7 de mayo de 1859, el Departamento de Obras Públicas de la Provincia de Canadá emitió una convocatoria para que arquitectos presentaran propuestas para los nuevos edificios del parlamento que se construirían en Barrack Hill. Luego de reducir las 298 candidaturas presentadas a tres finalistas, se solicitó la intervención del gobernador general Sir Edmund Walker Head para resolver el estancamiento en la selección del diseño. El ganador se anunció el 29 de agosto de 1859.
En este proceso de selección, el diseño del Center Block, los edificios departamentales y una nueva residencia para el gobernador general se consideraron por separado. El equipo de Thomas Fuller y Chilion Jones, que utilizó el seudónimo "Semper Paratus" (Siempre Listo), ganó el premio en la categoría principal con su esquema de estilo gótico alto victoriano. El diseño presentaba un frente formal y simétrico que daba a un patio cuadrado, mientras que la parte trasera tenía un aspecto más rústico y pintoresco, orientada hacia la escarpa que domina el río Ottawa. Este diseño icónico se convertiría en la base para la construcción del complejo parlamentario en Parliament Hill.

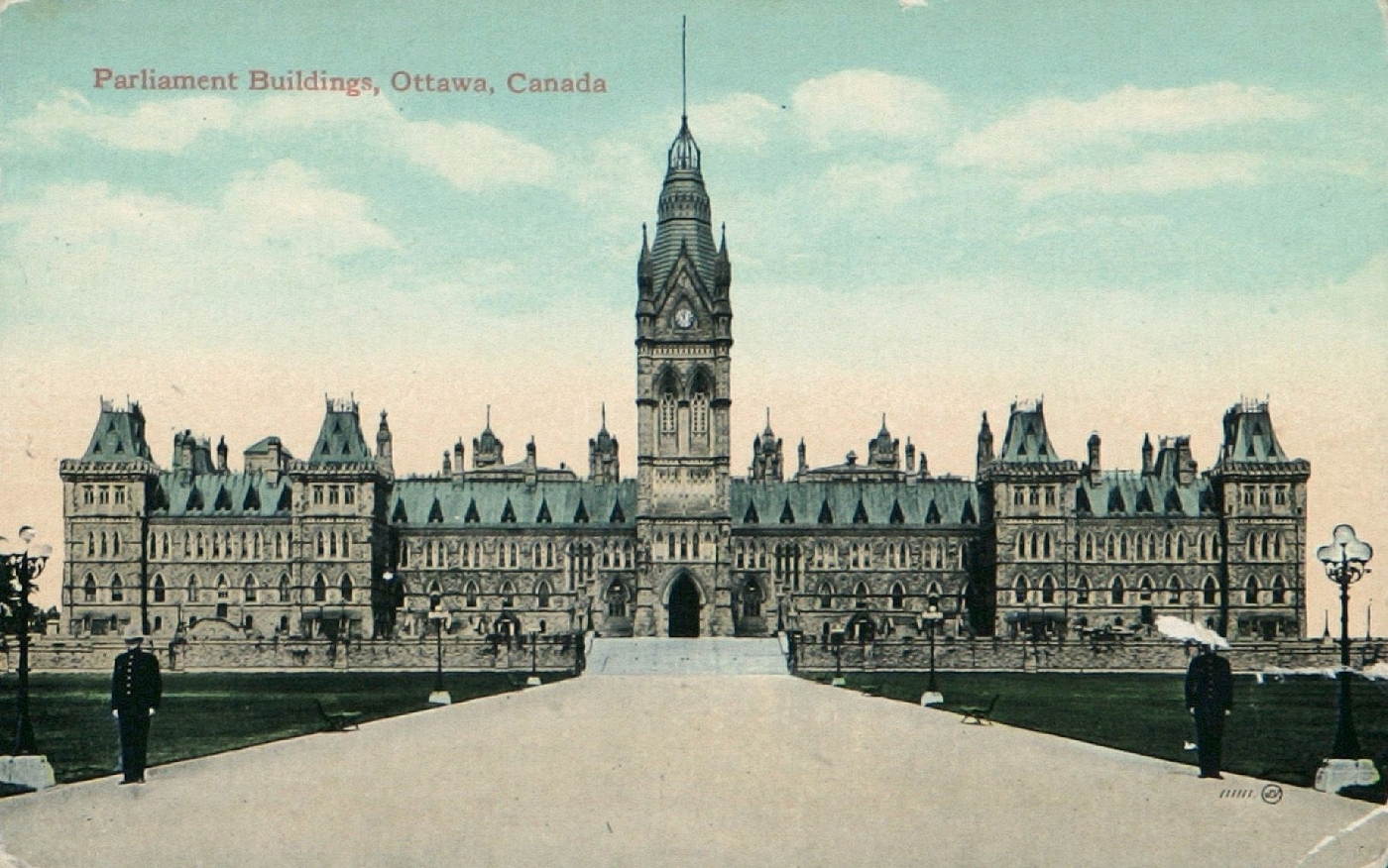
Bloque Central como era antes de 1916

La inauguración del complejo parlamentario en Parliament Hill tuvo lugar el 20 de diciembre de 1859. Sin embargo, los trabajadores se encontraron pronto con un lecho de roca que, combinado con un cambio en el diseño que hizo que los cimientos se movieran a 17 pies de profundidad, resultó en explosiones costosas. A pesar de estos desafíos, el 16 de abril del año siguiente, se colocó la primera de las muchas variedades de piedra de colores, que incluía la arenisca de Nepe, la arenisca roja de Potsdam de Nueva York y la piedra de sillería gris de Ohio.
El 1 de septiembre de 1860, el Príncipe Alberto Eduardo, Príncipe de Gales (más tarde Rey Eduardo VII), llegó a Ottawa como parte de su gira real más amplia por la provincia. Durante su visita, colocó la piedra angular del creciente Bloque Central y participó en un almuerzo en los terrenos para los trabajadores y sus familias. El evento marcó un hito significativo en la construcción de este emblemático edificio, que se convertiría en el corazón del gobierno canadiense.

### Historia reciente
El 18 de mayo de 1966, Paul Joseph Chartier se suicidó al detonar accidentalmente una bomba al salir de un baño del Center Block. Se había preparado para arrojar la bomba al suelo de la Cámara de los Comunes desde las galerías públicas, con la intención de, como expresó en sus notas, "exterminar a tantos miembros como sea posible". Este trágico incidente resultó en un refuerzo significativo de la seguridad del edificio. Sin embargo, las pruebas realizadas por estudiantes de periodismo en noviembre demostraron que las precauciones habían mejorado poco. Luego, en 1989, Charles Yacoub secuestró un autobús de Greyhound Lines y lo condujo hasta Parliament Hill. Estos incidentes subrayaron la importancia de la seguridad en el contexto del Parlamento canadiense y llevaron a una revisión continua de las medidas de seguridad para proteger el edificio y a las personas que lo visitan o trabajan en él.

## Acceso público
Aproximadamente 355,000 visitantes recorren el Center Block cada año  en Parliament Hill en Ottawa. La Biblioteca del Parlamento ofrece visitas guiadas diarias gratuitas durante todo el año, que incluyen la oportunidad de visitar la Torre de la Paz. Estas visitas permiten a los visitantes "descubrir la historia, las funciones y el arte del Parlamento de Canadá". Además, se ofrecen recorridos basados en el plan de estudios para grupos escolares. En diciembre de 2017, se completó la excavación y la construcción exterior del centro de bienvenida subterráneo estaba en marcha desde mayo de 2017. Se preveía que la finalización de todo el trabajo, tanto exterior como interior, se llevaría a cabo en otoño de 2018 o antes. La primera fase del proyecto, el Centro de bienvenida para visitantes, se inauguró en enero de 2019. Actualmente, a partir de octubre de 2023, se encuentra en construcción la segunda fase del proyecto, el Centro de Bienvenida del Parlamento, que conectará los bloques Este, Centro y Oeste en un único complejo interconectado. Se espera que esta segunda fase proporcione espacio operativo adicional para las actividades del Parlamento. La modernización y expansión de las instalaciones contribuirá a mejorar la experiencia de los visitantes y la eficiencia en el funcionamiento del Parlamento de Canadá.